# Napa Kiatwanchai
Napa Kiatwanchai (Nakhon Ratchasima, 27 de julio de 1967) es un exboxeador tailandés. Conquistó el título mundial de peso mínimo del Consejo Mundial de Boxeo.

## Trayectoria
Inició su carrera profesional el 7 de agosto de 1987 con una victoria sobre Jompichit Kiattawatchai. Su primera oportunidad para disputar el título de peso mínimo del Consejo Mundial de Boxeo fue el 5 de junio de 1988 ante Hiroki Ioka, pelea que terminó en empate. Nuevamente enfrentó a Ioka el 13 de noviembre ganando por decisión mayoritaria y de paso el cetro mundial.
Kiatwanchai perdió su corona en su tercera defensa del título el 12 de noviembre de 1989 ante el surcoreano Jum-Hwan Choi. En sus siguientes peleas trató dos veces de hacerse nuevamente del cetro mundial de peso mínimo y también del peso minimosca sin éxito. 